# Золтан Леваї
Золтан Леваї (угор. Zoltán Lévai; нар. 30 січня 1996) — угорський борець греко-римського стилю, призер чемпіонатів світу та Європи.

## Спортивні результати на міжнародних змаганнях

### Виступи на Чемпіонатах світу
| Змагання                        | Збірна   | Вагова категорія                 | Місце  |
| ------------------------------- | -------- | -------------------------------- | ------ |
| Чемпіонат світу з боротьби 2019 | Угорщина | греко-римська боротьба, до 82 кг | 9      |
| Чемпіонат світу з боротьби 2022 | Угорщина | греко-римська боротьба, до 77 кг | Срібло |

### Виступи на Чемпіонатах Європи
| Змагання                         | Збірна   | Вагова категорія                 | Місце  |
| -------------------------------- | -------- | -------------------------------- | ------ |
| Чемпіонат Європи з боротьби 2020 | Угорщина | греко-римська боротьба, до 77 кг | Срібло |
| Чемпіонат Європи з боротьби 2022 | Угорщина | греко-римська боротьба, до 77 кг | 7      |
| Чемпіонат Європи з боротьби 2023 | Угорщина | греко-римська боротьба, до 77 кг | Бронза |

### Виступи на Кубках світу
| Змагання                    | Збірна   | Вагова категорія                 | Місце  |
| --------------------------- | -------- | -------------------------------- | ------ |
| Кубок світу з боротьби 2020 | Угорщина | греко-римська боротьба, до 77 кг | Срібло |
| Кубок світу з боротьби 2022 | Угорщина | команда                          | Бронза |

### Виступи на інших змаганнях
| Змагання                                         | Збірна   | Вагова категорія                 | Місце  |
| ------------------------------------------------ | -------- | -------------------------------- | ------ |
| Вогні Москви 2014                                | Угорщина | греко-римська боротьба, до 71 кг | 4      |
| Відкритий турнір Загреба з боротьби 2015         | Угорщина | греко-римська боротьба, до 71 кг | Золото |
| Золотий Гран-прі з боротьби 2015 (Сомбатгей)     | Угорщина | греко-римська боротьба, до 71 кг | 8      |
| Гран-прі Угорщини з боротьби 2016                | Угорщина | греко-римська боротьба, до 75 кг | 24     |
| Клубний чемпіонат світу з боротьби 2016          | Угорщина | команда                          | 4      |
| Гран-прі Парижа з боротьби 2017                  | Угорщина | греко-римська боротьба, до 75 кг | Бронза |
| Міжнародний турнір Любомира Івановича-Гедзи 2017 | Угорщина | греко-римська боротьба, до 75 кг | 5      |
| Кубок Владислава Пітласинські 2017               | Угорщина | греко-римська боротьба, до 75 кг | 9      |
| Меморіал Іона Корнеану і Ладислава Сімона 2017   | Угорщина | греко-римська боротьба, до 75 кг | 5      |
| Гран-прі Угорщини з боротьби 2018                | Угорщина | греко-римська боротьба, до 77 кг | Срібло |
| Гран-прі Німеччини з боротьби 2018               | Угорщина | греко-римська боротьба, до 77 кг | Золото |
| Меморіал Олега Караваєва 2018                    | Угорщина | греко-римська боротьба, до 77 кг | Золото |
| Турнір міста Сассарі з боротьби 2019             | Угорщина | греко-римська боротьба, до 77 кг | Срібло |
| Гран-прі Німеччини з боротьби 2019               | Угорщина | греко-римська боротьба, до 77 кг | Срібло |
| Міжнародний турнір Маттео Пелліцоне 2020         | Угорщина | греко-римська боротьба, до 77 кг | Золото |
| Міжнародний турнір Маттео Пелліцоне 2021         | Угорщина | греко-римська боротьба, до 77 кг | Золото |
| Турнір Дана Колова — Николи Петрова 2022         | Угорщина | греко-римська боротьба, до 77 кг | 5      |
| Міжнародний турнір Маттео Пелліцоне 2022         | Угорщина | греко-римська боротьба, до 77 кг | Золото |
| Кубок Владислава Пітласинські 2022               | Угорщина | греко-римська боротьба, до 77 кг | Золото |
| Міжнародний турнір Любомира Івановича Гедзи 2022 | Угорщина | греко-римська боротьба, до 77 кг | Золото |
| Відкрити турнір Загреба з боротьби 2023          | Угорщина | греко-римська боротьба, до 77 кг | 12     |
| Турнір Ібрагіма Мустафи 2023                     | Угорщина | греко-римська боротьба, до 77 кг | 13     |

### Виступи на змаганнях молодших вікових груп
| Змагання                                       | Збірна   | Вагова категорія                 | Місце  |
| ---------------------------------------------- | -------- | -------------------------------- | ------ |
| Чемпіонат Європи з боротьби серед кадетів 2011 | Угорщина | греко-римська боротьба, до 46 кг | Бронза |
| Чемпіонат світу з боротьби серед кадетів 2011  | Угорщина | греко-римська боротьба, до 46 кг | Бронза |
| Чемпіонат світу з боротьби серед кадетів 2012  | Угорщина | греко-римська боротьба, до 54 кг | 11     |
| Чемпіонат Європи з боротьби серед кадетів 2013 | Угорщина | греко-римська боротьба, до 63 кг | Бронза |
| Чемпіонат світу з боротьби серед кадетів 2013  | Угорщина | греко-римська боротьба, до 63 кг | 12     |
| Чемпіонат Європи з боротьби серед юніорів 2014 | Угорщина | греко-римська боротьба, до 66 кг | 10     |
| Чемпіонат світу з боротьби серед юніорів 2014  | Угорщина | греко-римська боротьба, до 66 кг | Бронза |
| Чемпіонат Європи з боротьби серед молоді 2015  | Угорщина | греко-римська боротьба, до 71 кг | Бронза |
| Чемпіонат Європи з боротьби серед юніорів 2015 | Угорщина | греко-римська боротьба, до 74 кг | Бронза |
| Чемпіонат світу з боротьби серед юніорів 2015  | Угорщина | греко-римська боротьба, до 74 кг | Бронза |
| Чемпіонат Європи з боротьби серед молоді 2016  | Угорщина | греко-римська боротьба, до 75 кг | Бронза |
| Чемпіонат Європи з боротьби серед юніорів 2016 | Угорщина | греко-римська боротьба, до 74 кг | Золото |
| Чемпіонат світу з боротьби серед юніорів 2016  | Угорщина | греко-римська боротьба, до 74 кг | Бронза |
| Чемпіонат Європи з боротьби серед молоді 2017  | Угорщина | греко-римська боротьба, до 75 кг | Золото |
| Чемпіонат світу з боротьби серед молоді 2017   | Угорщина | греко-римська боротьба, до 75 кг | 8      |
| Чемпіонат світу з боротьби серед молоді 2018   | Угорщина | греко-римська боротьба, до 77 кг | 9      |
| Чемпіонат Європи з боротьби серед молоді 2019  | Угорщина | греко-римська боротьба, до 82 кг | Золото |
| Чемпіонат світу з боротьби серед молоді 2019   | Угорщина | греко-римська боротьба, до 77 кг | 13     |